# Christ's Hospital

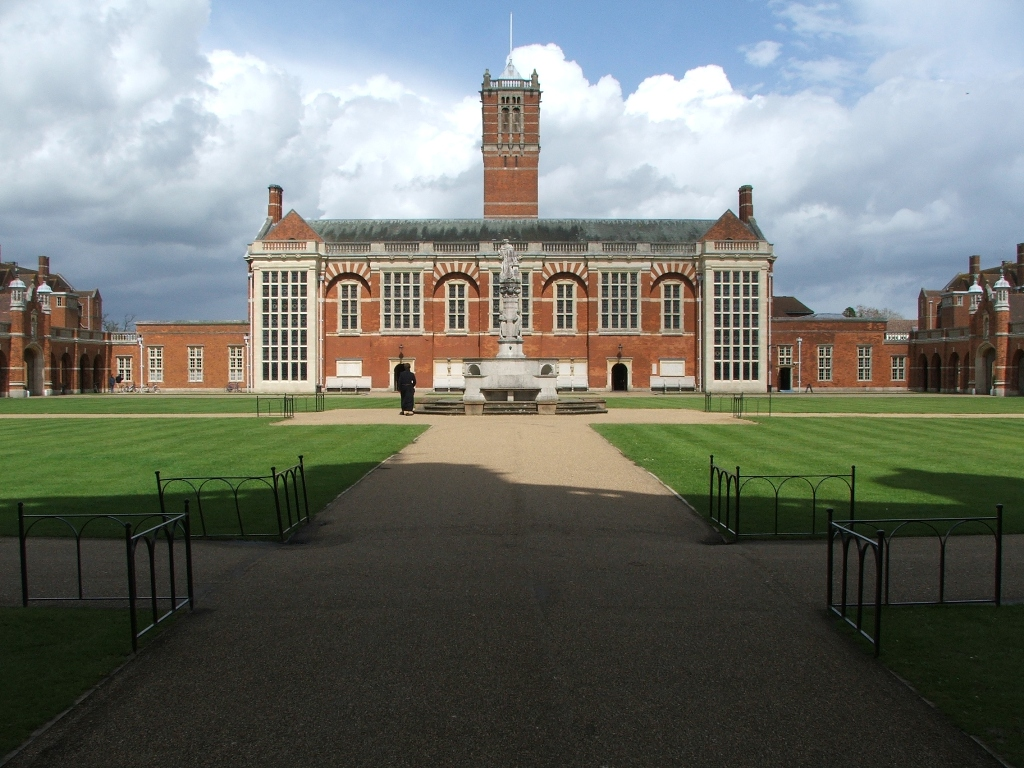
Christ's Hospital

Christ's Hospital is een public school (een kostschool) nabij Horsham, West Sussex in Engeland. Christ's Hospital werd gesticht in 1552 door Eduard VI. 

## Alumni
- Samuel Taylor Coleridge
- George Peele
- James D'Arcy